# Бург (Мозель)
Бург (нем. Burg) — община в Германии, в земле Рейнланд-Пфальц.
Входит в состав района Бернкастель-Витлих. Подчиняется управлению Трабен-Трарбах. Население составляет 405 человек (на 31 декабря 2010 года). Занимает площадь 3,37 км².